# Конференция Хурмат-э-Масджид аль-Акса
6 декабря 2023 года в ответ на войну между Израилем и ХАМАСом в конференц-центре Джинна в Исламабаде прошла конференция Хурмат-э-Масджид аль-Акса. В конференции приняли участие различные пакистанские исламские учёные и лидеры, такие как Таки Усмани, Муниб-ур-Рехман, Фазал-ур-Рехман, Сирадж-уль-Хак, федеральный министр по делам религии Аник Ахмед, Иджаз-уль-Хак, профессор и сенатор Саджид Мир и другие.

## Заявления

### Призыв к джихаду
Конференция приняла декларацию, призывающую к джихаду, который считается обязательным.

### Бойкот израильской продукции
На конференции также призвали бойкотировать израильскую продукцию.

## Речь Исмаила Хании
Исмаил Хания, лидер ХАМАС, также выступил на конференции по видеосвязи. Хания сказал, что палестинцы возлагают большие надежды на Пакистан. Он также заявил, что Израиль планировал внезапное нападение на Газу и хотел уничтожить её навсегда; что палестинцы напали на Израиль в порядке самообороны до того, как Израиль напал. Исмаил Хания также заявил, что моджахеды Хамаса нападают на Израиль на всех уровнях.